# Sipha praecocis
Sipha praecocis är en insektsart. Sipha praecocis ingår i släktet Sipha och familjen långrörsbladlöss. Inga underarter finns listade i Catalogue of Life.